# World Funeral
World Funeral è l'ottavo album della Black metal band Marduk. È stato registrato e mixato tra il settembre e il novembre 2002, pubblicato poi il 25 marzo 2003. La tracklist dell'album si alterna fra canzoni lente e più veloci. World Funeral è il primo album con il batterista Emil Dragutinovic e l'ultimo con gli storici membri Bogge "B. War" Svensson e Erik "Legion" Hagstedt.

## Tracce
1. With Satan and Victorious Weapons – 3:51
2. Bleached Bones – 5:20
3. Cloven Hoof – 3:26
4. World Funeral – 3:31
5. To the Death's Head True – 3:58
6. Castrum Doloris – 3:34
7. Hearse – 4:54
8. Night of the Long Knives – 5:31
9. Bloodletting – 5:49
10. Blessed Unholy – 5:02
11. Blackcrowned – 2:18

## Tracce Bonus
1. "Phantasm" (Cover dei Possesed; presente nella versione Giapponese dell'album)
2. "Black" (Versione Live; presente nella versione Giapponese dell'album)

## Formazione
- Erik "Legion" Hagstedt - voce
- Morgan Steinmeyer Håkansson - chitarra
- Bogge "B. War" Svensson - basso
- Emil Dragutinovic - batteria